# Ciżmówka żółtawa

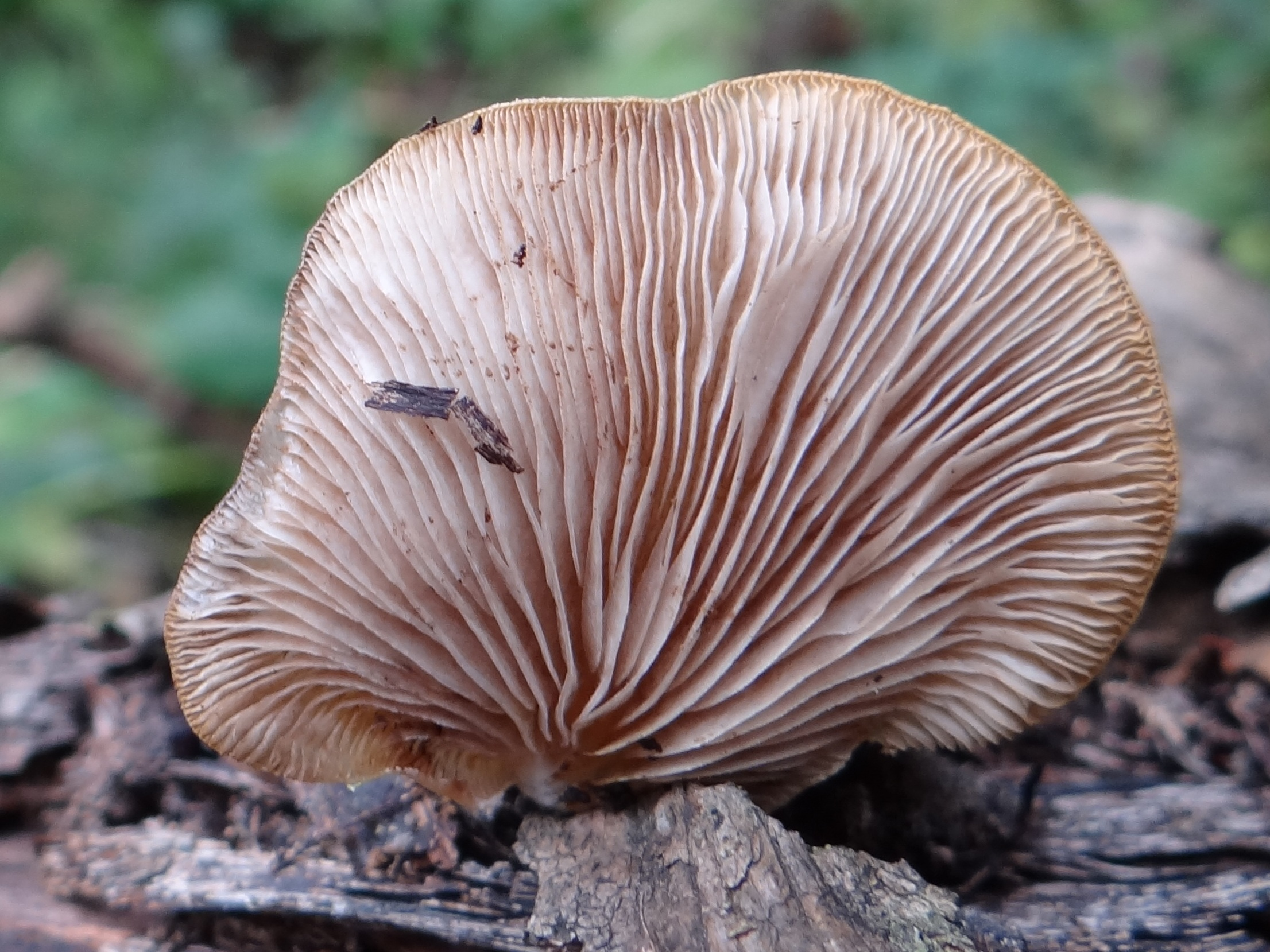

Ciżmówka żółtawa (Crepidotus luteolus Lambotte) – gatunek grzybów należący do rodziny ciżmówkowatych (Crepidotaceae).

## Systematyka i nazewnictwo
Pozycja w klasyfikacji: Crepidotus, Crepidotaceae, Agaricales, Agaricomycetidae, Agaricomycetes, Agaricomycotina, Basidiomycota, Fungi (według Index Fungorum).
Synonim naukowy: Agaricus luteolus Sacc. 1887:
Nazwę polską zaproponował Władysław Wojewoda w 2003 r.

## Morfologia
Owocnik
Jednoroczny, o muszelkowatym kształcie, siedzący, do podłoża przyrośnięty bokiem. Średnica 1–2,5 cm. Powierzchnia początkowo biaława, później siarkowożółta, czasami żółtawe zabarwienie utrzymuje się tylko w niektórych miejscach. Trzonu brak, lub w postaci szczątkowej. Hymenofor blaszkowaty. Blaszki cienkie, rozchodzą się promieniście od miejsca przyrośnięcia kapelusza do podłoża. Początkowo są białe, później cieliste, w końcu rdzawe. W kapeluszu brak warstwy galaretowatej.
Cechy mikroskopowe
Podstawki 20–30 × 7–9 µm, maczugowate, zwykle silnie ziarniste, 4-zarodnikowe. Zarodniki 8,0–9,5 (–10,5) × 4,5–5,5 (–6,0) µm, Q = 1,55–2,10, w widoku z przodu elipsoidalne, z boku elipsoidalne do zazwyczaj migdałowatych, w KOH żółtawobrązowe, drobnoziarnisście chropowate. Cheilocystydy 45–60 × 5–8 µm, cylindryczne do wąsko butelkowatych, silnie wygięte, często rozgałęzione, szkliste, cienkościenne. Strzępki blaszek miejscami nieco galaretowate, z dość gęsto upakowanymi cheilocystydami. Skórka zbudowana ze spątanych strzępek z przejściami do trichodermum, lub prawdziwe trichodermum z wyprostowanymi strzępkami. Strzępki proste, giętkie lub kręte, cienkościenne do lekko grubych, szkliste lub bladożółte, niektóre z tych ostatnich lekko inkrustowane.
Gatunki podobne
Istnieje wiele podobnych gatunków ciżmówek. W pewny i prosty sposób można rozpoznać tylko ciżmówkę miękką (Crepidotus mollis), gdyż ma charakterystyczną galaretowatą warstwę pod skórką, ma też stosunkowo duże rozmiary. Pewne rozróżnienie pozostałych gatunków zazwyczaj nie jest możliwe bez badań mikroskopowych.

## Występowanie i siedlisko
Stanowiska ciżmówki żółtawej opisano tylko w niektórych państwach Europy oraz w Japonii i Maroku. W Polsce jest rzadka. W piśmiennictwie naukowym do 2003 r. podano jej występowanie w 7 miejscach Polski. Znajduje się na Czerwonej liście roślin i grzybów Polski. Ma status V – gatunek narażony, który zapewne w przyszłości przesunie się do kategorii gatunków wymierających, jeśli nadal będą działać czynniki zagrożenia. Znajduje się na listach gatunków zagrożonych także w Austrii i Niemczech.
Grzyb nadrzewny występujący w różnego typu lasach i parkach na opadłych gałązkach drzew i krzewów liściastych i iglastych. W Polsce notowano występowanie na gałęziach jodły, buka, jeżyny, bzu hebdu, w miesiącach wrzesień – listopad.

## Znaczenie
Grzyb saprotroficzny wywołujący białą zgniliznę drewna. Grzyb niejadalny.